# Confederação Brasileira de Remo
Confederação Brasileira de Remo (CBR) é o órgão responsável pela organização dos eventos e representação dos atletas de remo no Brasil.
A Confederação Brasileira de Remo (CBR) é o órgão responsável pela organização do desporto remo no Brasil, bem como sua difusão e incentivo. Compete ainda a CBR a organização de campeonatos nacionais e representação do remo brasileiro frente a instituições internacionais, celebrando acordos, convênios e tratados.

## Histórico
A história da CBR tem suas raízes na criação de uma entidade para representar os clubes de remo do Rio de Janeiro. Aconteceu em 1895, quando o Club de Regatas Botafogo (F: 1894), a Union de Canotiers (F: 1892), e Club de Regatas Luiz Caldas (F: 1894), do Rio de Janeiro, e Grupo de Regatas Gragoatá (F: 1895) e Club de Regatas Icarahy (F: 1895), de Niterói, fundaram a União de Regatas Fluminense.

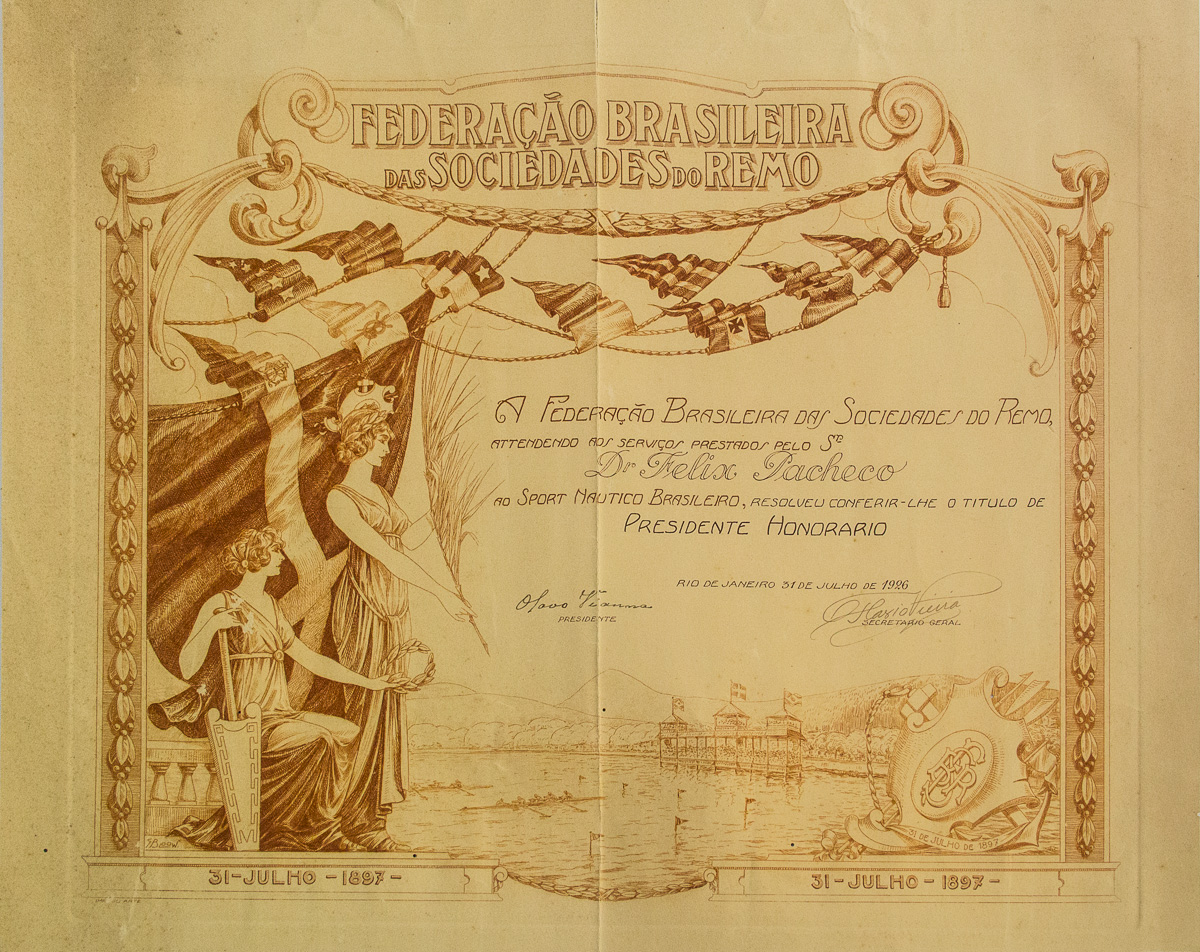
Documento da entidade em 1926.

Esta entidade começou a funcionar efetivamente em 31 de julho de 1897, graças ao esforço conjunto de Botafogo, Gragoatá, Icarahy, além do Club de Regatas do Flamengo (F: 1895), Grupo de Regatas Praia Vermelha (F: 1896) e Veteranos do Remo (F: 1894).
Segundo Alberto de Mendonça (1) "o trabalho desse grêmio director concentrava-se todo em angariar o domínio completo de todas as sociedades de regatas, a fim de que dispersos não ficassem elementos de valia". A expressão "domínio completo", usada pelo autor, importante dirigente da época, era bastante significativa das intenções da entidade no sentido de controlar o remo.
Em 2 de março de 1900, a União mudou seu nome para Conselho Superior de Regatas, em assembléia de que participaram Botafogo, Gragoatá, Icarahy, Flamengo, Club de Natação e Regatas (F: 1896),Club de Regatas Boqueirão do Passeio (F: 1897), Club de Regatas Vasco da Gama (F: 1898), Club de Regatas Guanabara (F: 1899) e Club de Regatas Cajuense (F: 1885).
O Código do Conselho Superior de Regatas deixava claro o seu objetivo: "representar o sport náutico brasileiro, promover e auxiliar o seu engrandecimento, e organizar a defesa de seus interesses geraes". E para alcançar esse fim, "os effeitos do presente Código poderão estender-se aos clubes de regatas fundados nos Estados Brazileiros, desde que sejam aceitas integralmente todas as suas disposições" (2).
Ao se auto-intitular representante do remo brasileiro, o Conselho deixava transparente sua intenção de controlar não somente o remo carioca, mas de todo o Brasil. "Esquecia-se", porém, de perguntar aos clubes de outros Estados, e até mesmo do Rio de Janeiro, se era isso que queriam. Ignorava, inclusive, a existência do Comitê de Regatas do Rio Grande do Sul, criado em 1894, portanto a primeira entidade do remo organizado do Brasil, anterior mesmo à fundação da própria União de Regatas Fluminense.
Em 1902, o Conselho Superior de Regatas foi convidado a participar de uma regata internacional na Argentina, organizada pela Comision de la Regata Internacional del Tigre. Mas, a despeito de suas intenções de representar o remo brasileiro, não foi a única instituição brasileira a ser convidada, já que também o foi o Comitê de Regatas do Rio Grande do Sul.

"Não por acaso, ainda em 1902, ocorreu mais uma mudança de nome: o Conselho passa a se chamar Federação Brazileira de Sociedades de Remo, o que deixava ainda mais claro o projeto de controle nacional, não só pelo termo "Brazileira", como pelo significado de "Federação": uma junção de clubes" (3).
Embora uns poucos clubes de outros Estados a ela tenham aderido, a Federação nunca pode concretizar sua ambição de controlar o remo a nível nacional. Os clubes, em sua grande maioria, não tinham nenhum interesse em ser controlados por uma entidade de fora de seu Estado e começaram a criar entidades de direção estadual. A União Paulista das Sociedades de Remo (1904), depois sucedida pela Federação Paulista das Sociedades de Remo (1907) foi uma dessas "respostas" à tentativa de controle vinda "de fora". A Federação Brazileira de Sociedades de Remo encontrou resistência inclusive dentro do próprio Rio de Janeiro, onde, em 1903, o Grupo de Regatas da União Náutica (uma dissidência do Club de Regatas São Cristóvão), o Rowing Club (F: 1902) e o Club de Regatas Fluminense (F: 1892) criaram o Conselho Nacional de Remo, por discordarem dos rumos da FBSR. Porém a nova entidade encerrou as atividades após realizar três regatas. A despeito de realmente apenas representar o remo do Rio de Janeiro, a FBSR conseguiu, ainda em 1903, ser reconhecida pela FISA como representante legitima do remo brasileiro.
O remo ficou sob a responsabilidade do Departamento de Desportos Aquáticos da Confederação Brasileira de Desportos até 1977, quando uma portaria do Ministério da Educação liberou a fundação de organizações para cada esporte, levando à criação da Confederação Brasileira de Remo.